# Контарини, Амброджо
Амброджо Контарини, также (в России) Амвросий Контарини (итал. Ambrogio Contarini, 1429—1499) — итальянский путешественник и дипломат, знатный венецианец, автор сочинения о России.

## Биография
В молодости торговал в странах Леванта, в 1453 году, возможно, участвовал в обороне Константинополя от османов, оставшись в нём жить после падения, но в 1463 году был выслан оттуда из-за начавшейся венецианско-турецкой войны. В 1474 году был послан Венецианской республикой (через Польшу, Киев и Грузию) в Персию для вооружения Персии, России и Польши против возрастающего могущества турок. В 1475 году в Тебризе, при дворе правителя государства Ак-Коюнлу Узун-Гасана, он оказался в одно время с Лудовико да Болонья, выполнявшим аналогичное поручение Папы Римского Сикста IV. 
На обратном пути из Персии в Астрахани был пленён татарами, но выкупился благодаря займу от русских купцов. Затем он находился в Москве четыре месяца (до 21 января 1477 года), был благосклонно принят великим князем Иваном III и его женой Софьей Палеолог, а также встречался с архитектором Аристотелем Фьораванти — строителем Успенского собора в Кремле.
В апреле 1477 года вернулся в Венецию. В 1482 году получил должность подеста в Виченце, а в 1484 году поставлен был во главе венецианского арсенала. В 1490‑е годы выполнял дипломатические поручения Венецианской республики на восточном побережье Средиземного моря.
В 1487 году подготовил к печати весьма интересное сочинение «Путешествие Амброджио Контарини, посла Светлейшей Венецианской республики, к знаменитому персидскому государю Узун-Гассану» (Viaggio de misier Ambrogio С., ambassador al gran-signore Ussum-Cassan, re di Persia), переведённое на многие языки; русский перевод его издан в «Библиотеке иностранных писателей о России XV—XVI в.» В. Семеновым и М. Калистратовым (т. I, СПб., 1836). В нём приводится одно из первых описаний русской столицы, характеризуются быт и нравы её жителей.

## Интересные факты
У Амброджо Контарини при рассказе о пире у грузинского царя Баграта, на котором был Контарини, встречается слово «sdraviza» — здравица. По предположению А. С. Щекина, данное слово было услышано Контарини от русского посла Марка, который также был на пиру. В том же 1487 году в такой же форме термин «sdraviza» фигурирует в итальянском повествовании о правителе герцеговинского края Влатко Косача.